# Survivor Series
 Der er for få eller ingen kildehenvisninger i denne artikel, hvilket er et problem. Du kan hjælpe ved at angive troværdige kilder til de påstande, som fremføres i artiklen.

Survivor Series er et pay-per-view-show inden for wrestling produceret af World Wrestling Entertainment. Det er ét af organisationens månedlige shows og er blevet afholdt i november siden 1987. Survivor Series er ét af WWE's "fire store" shows sammen med Royal Rumble, WrestleMania og SummerSlam, og det er WWE's næst-ældste pay-per-view-show – kun overgået af WrestleMania.
Det oprindeligt koncept med Survivor Series var at have en årlig begivenhed, der fokuserede på tagteam-wrestling. Showet er derfor kendt for at bestå af 5-mod-5 (eller nogle gange 4-mod-4) elimineringskampe, som WWE kalder for en Survivor Series match. Showene fra 1987 til 1991 og igen fra 1993 til 1997 indeholdt adskillige disse kampe. I 1992 var der dog kun én Survivor Series match i løbet af hele showet, men til gengæld blev den første casket match nogensinde i WWF afholdt. I 1998 bestod showet af en VM-titelturnering om WWF Championship, der ikke var set siden WrestleMania IV i 1988. I 2002 blev den første Elimination Chamber match afholdt ved Survivor Series, og i 2007 blev der afholdt en hell in a cell match.

## Main events
| År   | Main event | Titel                              |
| ---- | --- | ---------------------------------- |
| 1987 | André the Giant, One Man Gang, King Kong Bundy, Butch Reed og Rick Rude (med Bobby Heenan og Slick) vs. Hulk Hogan, Paul Orndorff, Don Muraco, Ken Patera og Bam Bam Bigelow (med Oliver Humperdink)                          |                                    |
| 1988 | Mega Powers (Hulk Hogan og Randy Savage), Hercules, Koko B. Ware og Hillbilly Jim (med Miss Elizabeth) vs. The Twin Towers (Akeem og Big Boss Man), Ted DiBiase, Haku og The Red Rooster (med Slick, Bobby Heenan and Virgil) |                                    |
| 1989 | The Ultimate Warriors (The Ultimate Warrior, The Rockers (Shawn Michaels og Marty Jannetty) og Jim Neidhart) vs. The Heenan Family (Bobby Heenan, André the Giant, Haku og Arn Anderson)                                      |                                    |
| 1990 | Hulk Hogan, The Ultimate Warrior og Tito Santana vs. Ted DiBiase, Rick Martel, The Warlord og Power and Glory (Hercules og Paul Roma) (med Virgil og Slick)                                                                   |                                    |
| 1991 | Hulk Hogan vs. The Undertaker | WWF Championship                   |
| 1992 | Randy Savage og Mr. Perfect vs. Razor Ramon og Ric Flair |                                    |
| 1993 | The All-Americans (Lex Luger, The Undertaker, Rick Steiner og Scott Steiner) (med Paul Bearer) vs. The Foreign Fanatics (Yokozuna, Crush, Ludvig Borga og Quebecer Jacques) (med Jim Cornette, Johnny Polo og Mr. Fuji)       |                                    |
| 1994 | The Undertaker vs. Yokozuna |                                    |
| 1995 | Diesel vs. Bret Hart | WWF Championship                   |
| 1996 | Shawn Michaels vs. Sycho Sid | WWF Championship                   |
| 1997 | Bret Hart vs. Shawn Michaels | WWF Championship                   |
| 1998 | The Rock vs. Mankind | WWF Championship                   |
| 1999 | Triple H vs. Steve Austin vs. The Rock | WWF Championship                   |
| 2000 | Steve Austin vs. Triple H |                                    |
| 2001 | Team WWF (The Rock, Chris Jericho, The Undertaker, Kane og Big Show) vs. Team Alliance (Steve Austin, Rob Van Dam, Kurt Angle, Booker T og Shane McMahon)                                                                     |                                    |
| 2002 | Triple H vs. Shawn Michaels vs. Chris Jericho vs. Kane vs. Rob Van Dam vs. Booker T | WWE World Heavyweight Championship |
| 2003 | Goldberg vs. Triple H | WWE World Heavyweight Championship |
| 2004 | Team Orton (Randy Orton, Chris Benoit, Chris Jericho og Maven) vs. Team Triple H (Triple H, Edge, Batista og Snitsky) |                                    |
| 2005 | Team Raw (Shawn Michaels, Kane, The Big Show, Carlito og Chris Masters) vs. Team SmackDown! (Batista, Rey Mysterio, John "Bradshaw" Layfield, Bobby Lashley og Randy Orton) (med Bob Orton og Jillian Hall)                   |                                    |
| 2006 | King Booker vs. Batista | WWE World Heavyweight Championship |
| 2007 | Batista vs. The Undertaker | WWE World Heavyweight Championship |
| 2008 | Chris Jericho vs. John Cena | WWE World Heavyweight Championship |
| 2009 | John Cena vs. Triple H vs. Shawn Michaels | WWE Championship                   |
| 2010 | Randy Orton vs. Wade Barrett | WWE Championship                   |
| 2011 | John Cena og The Rock vs. The Miz og R-Truth |                                    |
| 2012 | CM Punk vs. Ryback vs. John Cena | WWE Championship                   |
| 2013 | Randy Orton vs. Big Show | WWE Championship                   |

## Resultater

### 2009
Survivor Series 2009 fandt sted d. 22. november 2009 fra Verizon Center i Washington, D.C..
- Team Miz (The Miz, Drew McIntyre, Sheamus, Dolph Ziggler og Jack Swagger) besejrede Team Morrison (John Morrison, Matt Hardy, Evan Bourne, Shelton Benjamin og Finlay) i en 5-mod-5 Survivor Series match
- Batista besejrede Rey Mysterio
- Team Kingston (Kofi Kingston, Montel Vontavious Porter, Mark Henry, R-Truth og Christian) besejrede Team Orton (Randy Orton, Cody Rhodes, Ted DiBiase, CM Punk, and William Regal) i en 5-mod-5 Survivor Series match
- WWE World Heavyweight Championship: The Undertaker besejrede Big Show og Chris Jericho i en triple threat match
- Team Mickie (Mickie James, Eve Torres, Kelly Kelly, Melina og Gail Kim) besejrede Team Michelle (Michelle McCool, Jillian Hall, Beth Phoenix, Layla og Alicia Fox)[18] i en 5-mod-5 Survivor Series match
- WWE Championship: John Cena besejrede Triple H og Shawn Michaels i en triple threat match

### 2010
Survivor Series 2010 fandt sted d. 21. november 2010 fra American Airlines Arena i Miami, Florida.
- WWE United States Championship: Daniel Bryan besejrede Ted DiBiase (med Maryse)
- John Morrison besejrede Sheamus
- WWE Intercontinental Championship: Dolph Ziggler (med Vickie Guerrero) besejrede Kaval
- Team Mysterio (Rey Mysterio, Kofi Kingston, Chris Masters, Big Show og Montel Vontavious Porter) besejrede Team Del Rio (Alberto Del Rio, Tyler Reks, Drew McIntyre, Jack Swagger og Cody Rhodes) i en Survivor Series match
- WWE Divas Championship: Natalya besejrede Team Lay-Cool (Layla og Michelle McCool) i en handicap match
- WWE World Heavyweight Championship: Kane kæmpede uafgjort mod Edge
- WWE Tag Team Championship: Nexus (Justin Gabriel og Heath Slater) (med David Otunga, Michael McGillicutty og Husky Harris) besejrede Santino Marella og Vladimir Kozlov
- WWE Championship: Randy Orton besejrede Wade Barrett
  - John Cena, der modvilligt var medlem af heel-gruppen Nexus, var dommer i kampen, og fordi det ikke lykkedes Nexus-lederen Barrett at vinde VM-titlen fra Orton, blev Cena fyret fra Nexus og fra WWE.

### 2011
Survivor Series 2011 fandt sted d. 20. november 2010 fra Madison Square Garden i New York.
- WWE United States Championship: Dolph Ziggler besejrede John Morrison
- WWE Divas Championship: Beth Phoenix besejrede Eve i en lumberjill match
- Team Barrett (Wade Barrett, Cody Rhodes, Jack Swagger, Hunico & Dolph Ziggler) besejrede Team Orton (Randy Orton, Sheamus, Mason Ryan, Kofi Kingston & Sin Cara) i en Survivor Series match
- WWE World Heavyweight Championship: Big Show besejrede Mark Henry via diskvalifikation
- WWE Championship: CM Punk besejrede Alberto Del Rio
  - CM Punk vandt dermed VM-titlen i WWE for femte gang.
- John Cena og The Rock besejrede Awesome Truth (The Miz og R-Truth)
  - Det var The Rocks første kamp i WWE siden 2004.